# Räude der Ratte

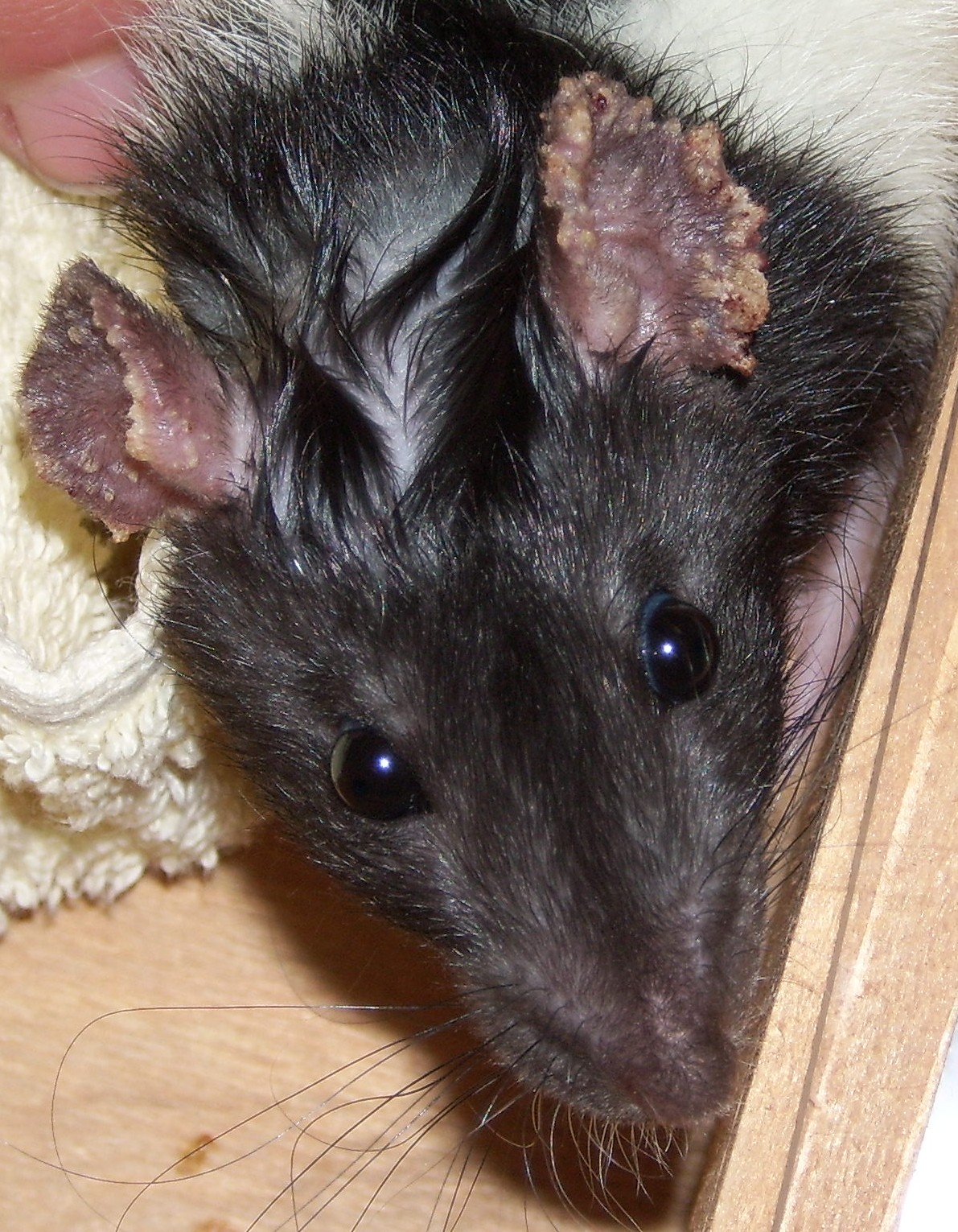
Hochgradige Räude an den Ohrmuscheln einer Farbratte

Die Räude der Ratten ist eine parasitäre Hauterkrankung, die durch Milben hervorgerufen wird. Als Erreger kommen Radforia ensifera, Notoedres muris und Sarcoptes anacanthos vor.

## Klinik
Der Befall mit Radforia ensifera verursacht Juckreiz und Schuppenbildung vor allem am Kopf, den Ohren, am Hals und am Rücken. Notoedres muris verursacht Bläschen, Papeln, Krusten und warzenähnliche Hautveränderungen an Ohren, Nase und eventuell am Schwanz. Sarcoptes anacanthos verursacht starken Juckreiz, die zum Aufkratzen der Haut führen.
Die Diagnostik erfolgt durch den Milbennachweis in einem Hautgeschabsel, für Radforia ensifera reicht zumeist ein Klebestreifenabklatschpräparat aus. Differentialdiagnostisch muss vor allem der Befall mit anderen Ektoparasiten wie Tropische Rattenmilbe, Läuse oder Haarbalgmilben ausgeschlossen werden.
Zur Behandlung wird Ivermectin oder Selamectin eingesetzt, Radforia ensifera kann auch mit Fipronil bekämpft werden. Eine einmalige Behandlung ist zumeist ausreichend.
Notoedres muris kann auch auf den Menschen übergehen und eine Pseudokrätze mit starkem Juckreiz auslösen. Die Erkrankung heilt beim Menschen aber im Regelfall spontan aus, da die Milbe in der menschlichen Haut ihren Entwicklungszyklus nicht vollenden kann.